# Cladosporium myrticola
Cladosporium myrticola är en svampart som beskrevs av Bubák 1915. Cladosporium myrticola ingår i släktet Cladosporium och familjen Davidiellaceae.   Inga underarter finns listade i Catalogue of Life.